# Ojmjakon
Ojmjakon (ryska: Оймяко́н; jakutiska: Өймөкөөн, Öjmököön) är en by i delrepubliken Sacha (Jakutien) i östra Sibirien i Ryssland. Byn innehar köldrekordet för en permanent bosättning.

## Geografi
Ojmjakon är centralort för den administrativa enheten Borogonskij 1-J, som omfattar ytterligare ett par byar och hade totalt 761 invånare vid folkräkningen 2010.

### Klimat
Ojmjakon är känt framförallt på grund av de exceptionellt kalla vintrarna. Dygnsmedeltemperaturen i januari är –50 °C. Ojmjakon tävlar tillsammans med Verchojansk om titeln kallaste platsen på norra halvklotet och även den kallaste platsen i världen med permanent bosättning. Ojmjakon är inte beläget extremt långt norrut (ungefär i jämnhöjd med Umeå).
De oerhört kalla vintrarna beror framförallt på att byn är inklämd i en dalgång mellan två bergskedjor vilket gör att den kalla luften samlas där. Dessutom är Ojmjakon beläget relativt högt, 740 meter över havet, och det mäktiga högtryck som alltid bildas över Sibirien vintertid stoppar effektivt mildare luft västerifrån att tränga in och mildra vinterkylan.
Den 26 januari 1926 mätte man i Ojmjakon en temperatur på −71,2 °C genom en extrapolering, vilket är den lägsta kända temperaturen på norra halvklotet. 1964 uppmättes utan extrapolering –71,0 vilket är köldrekord för en permanent bosättning.
Temperaturer på ner mot 60 minusgrader eller mer noterades tidigare nästan varje vinter. Den rådande klimatuppvärmningen har emellertid medfört att det sker mer sällan men fortfarande uppmätts temperaturer under –55 grader varje vinter. Klimatet är även extremt på grund av att temperaturskillnaderna mellan vinter och sommar är oerhört stor, uppemot 65 °C i dygnsmedeltemperatur mellan januari och juli, ihop med Verchojansk mer än någon annan plats i världen. Skillnaden mellan högsta och lägsta temperatur under ett år kan i Ojmjakon och Verchojansk överstiga 100 °C, även det rekord. De höga sommartemperaturerna beror på att den väldiga asiatiska kontinenten värms upp snabbt under våren och sommaren, vilket leder till att östra Sibirien har världens mest extrema inlandsklimat.

## Etymologi
Ojmjakon betyder på jakutiska «vattnet som inte fryser», med hänvisning till byns varma källor.

## Bildgalleri

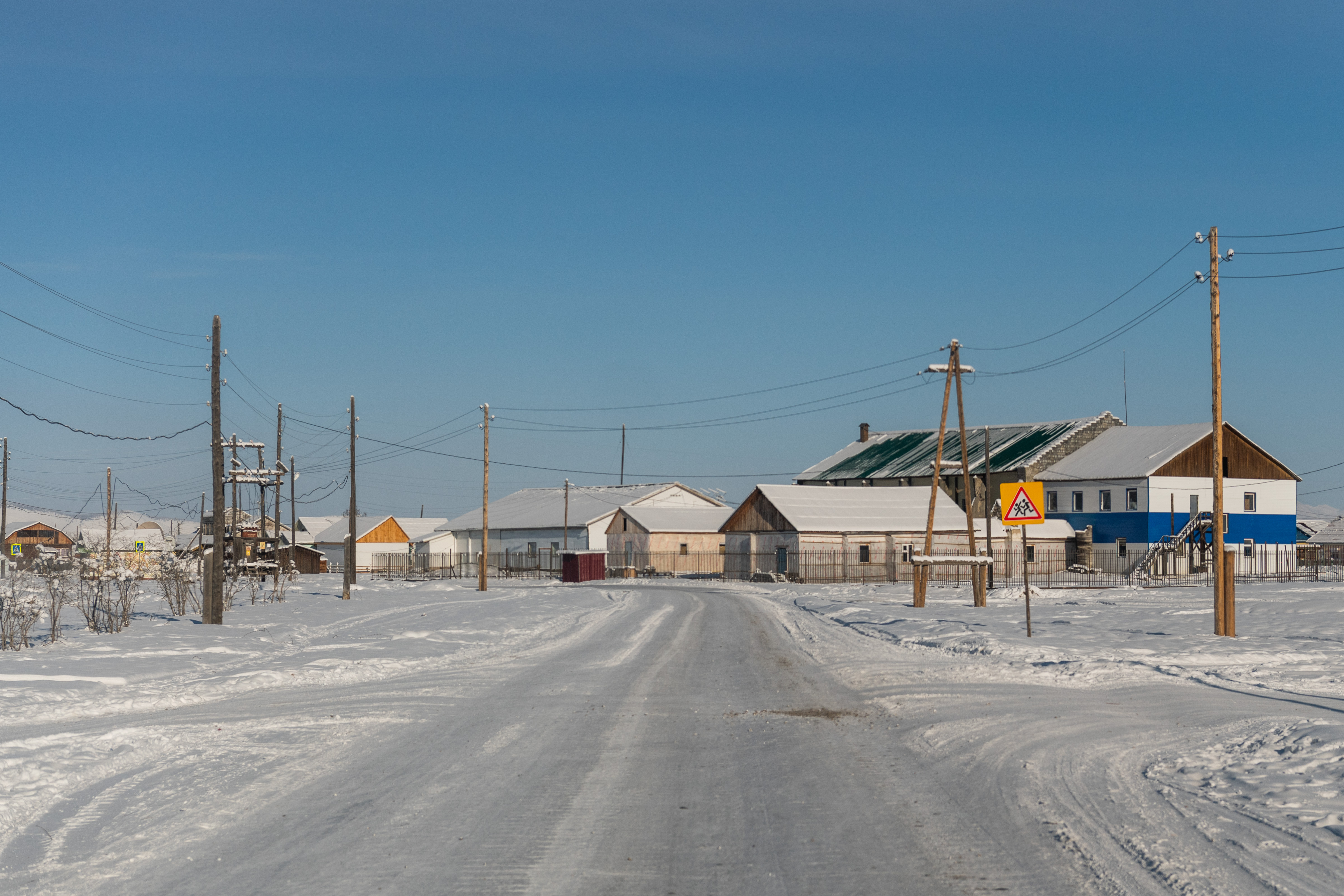
Ojmjakon, 2019.
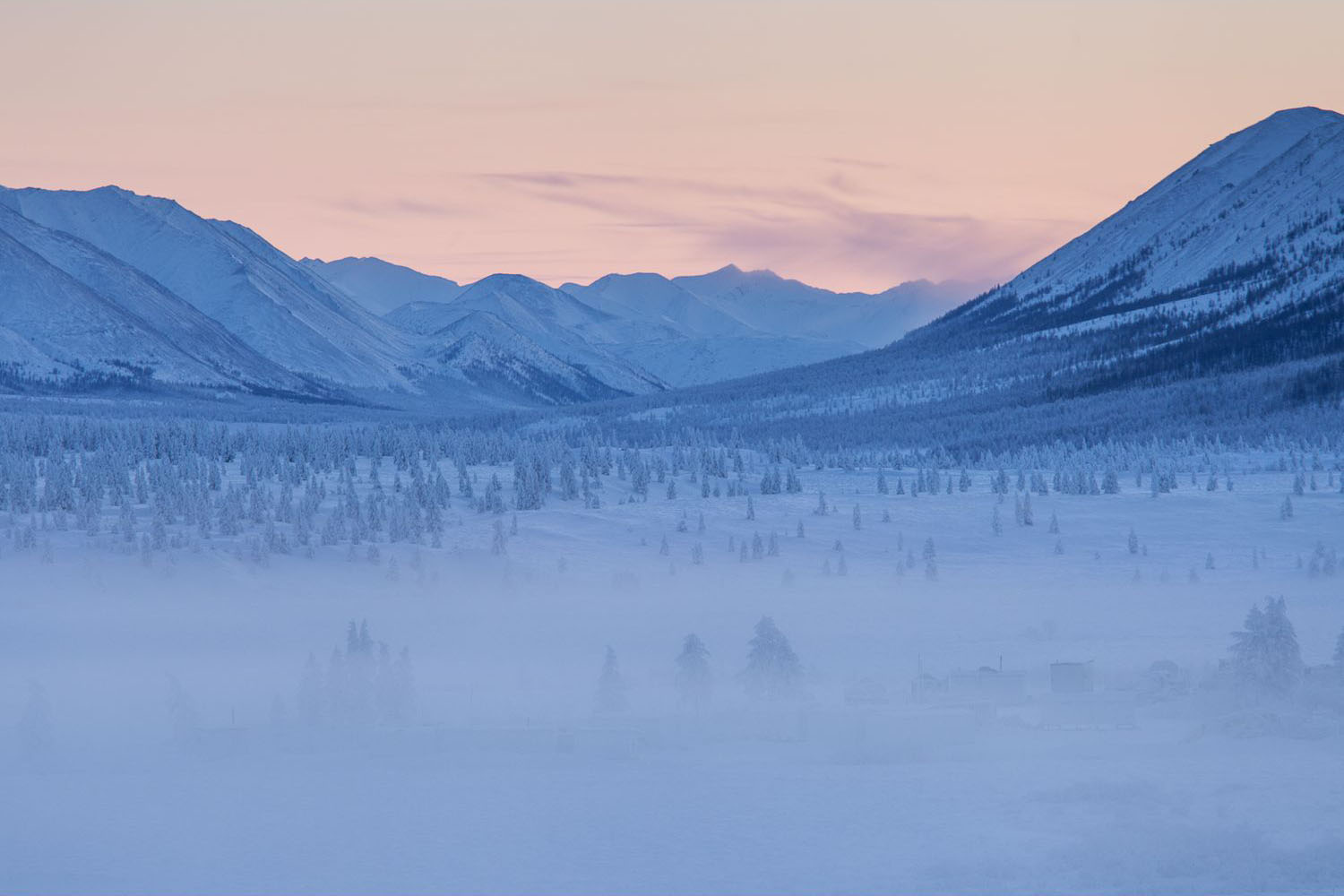
Ojmjakon, 2013.
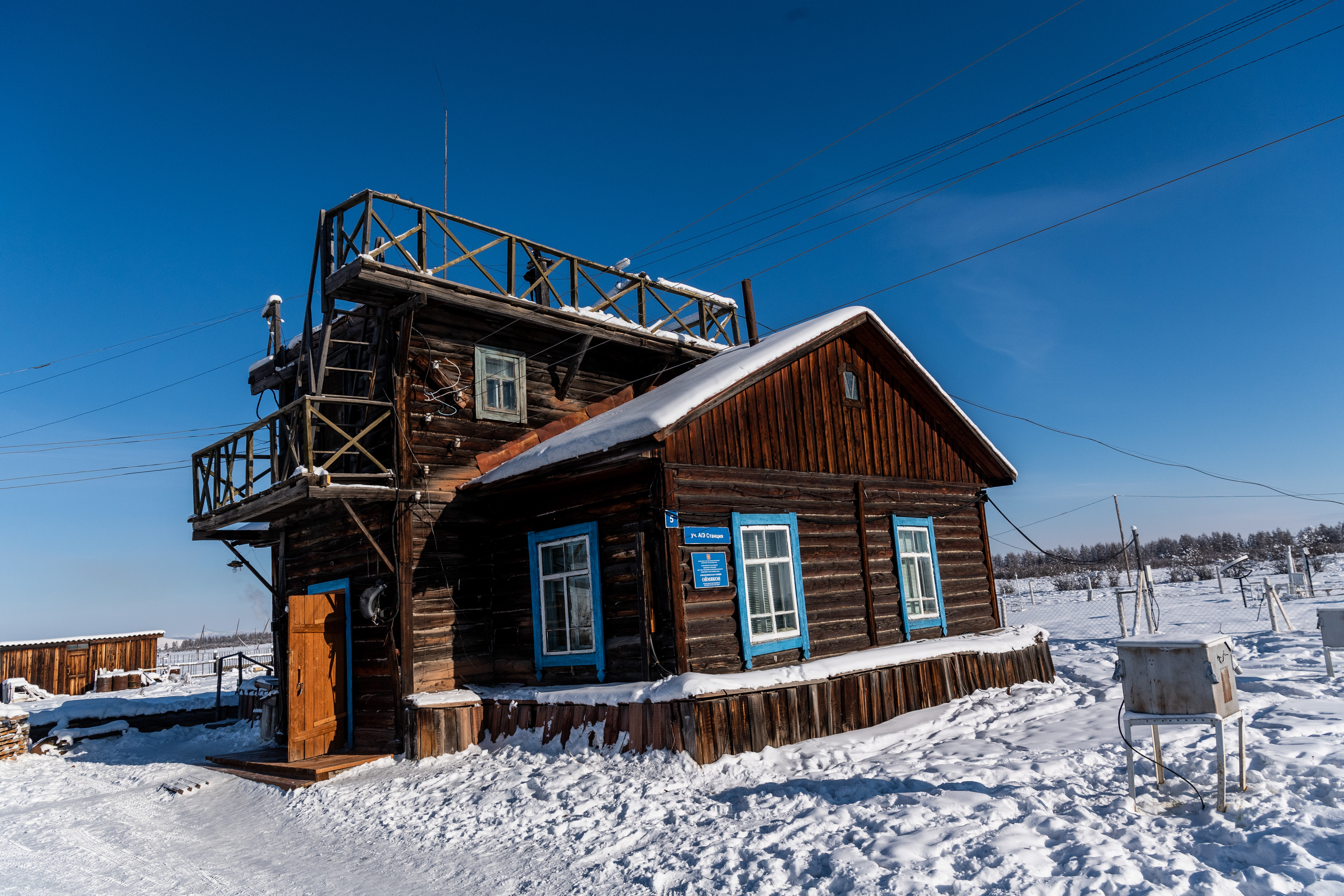
Väderstation, 2019.
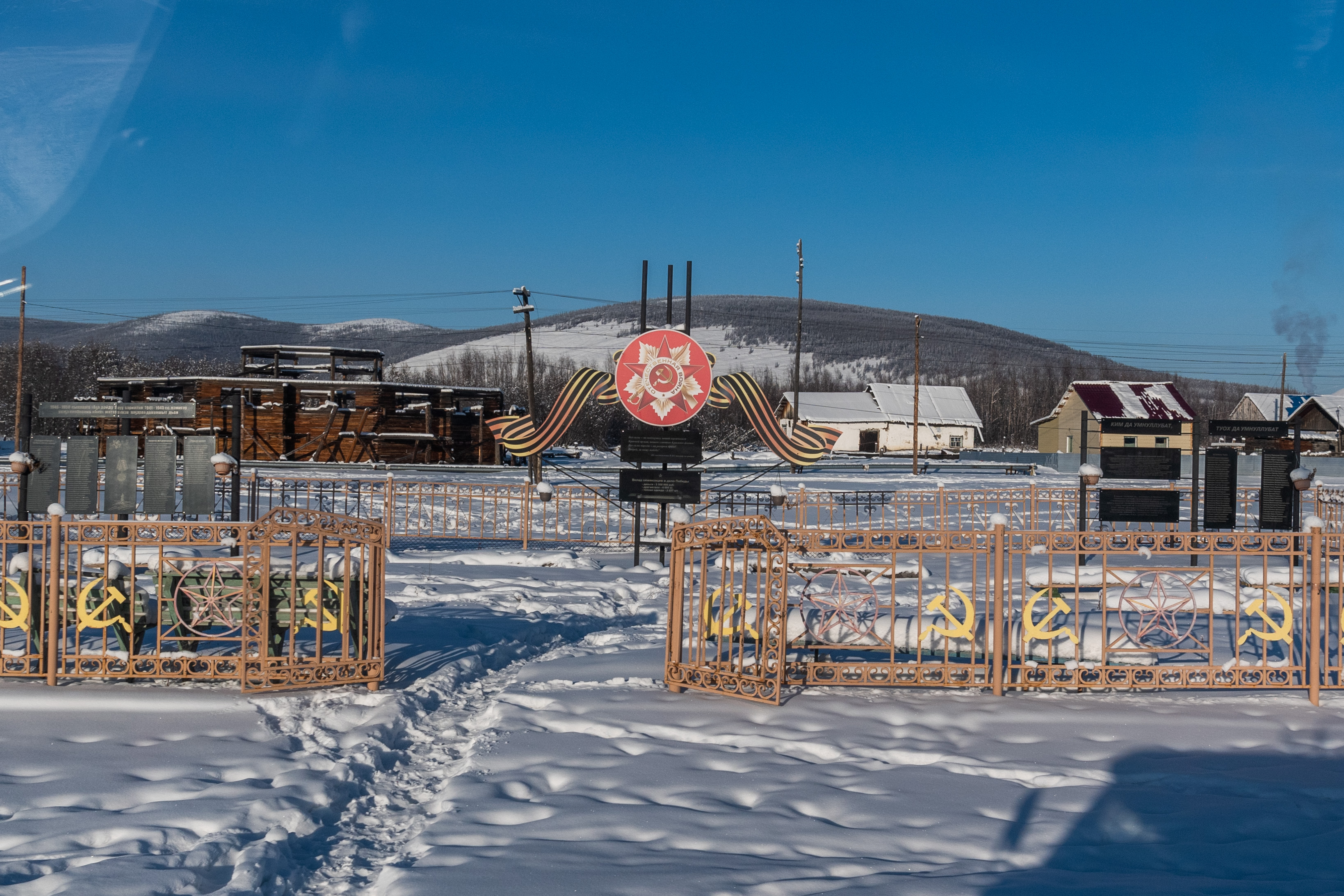
Minnesmärke, 2019.
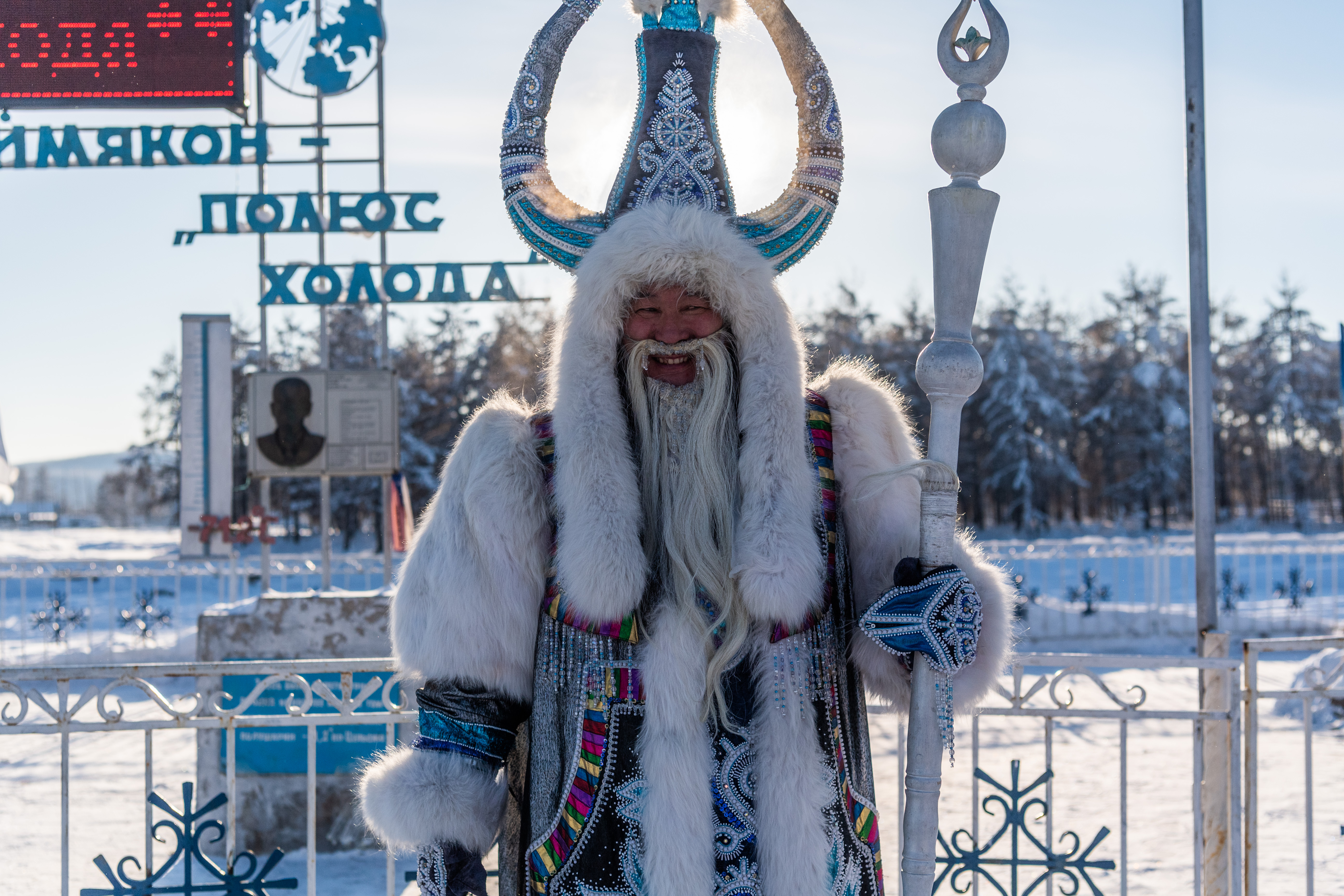
Minnesmärke, 2019.
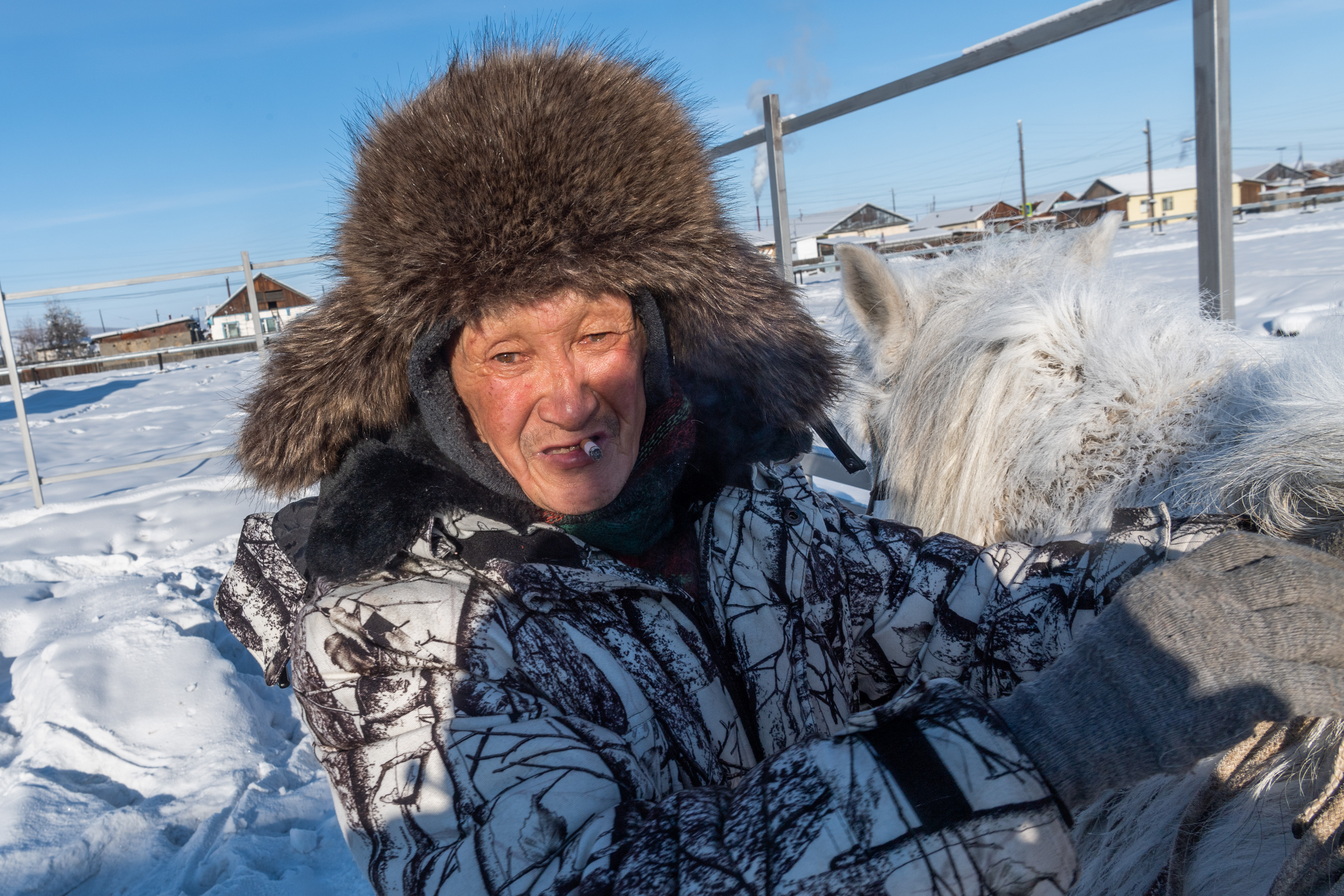
Ojmjakonman, 2019.